# Provinces de l'Équateur

Provinces de l'Équateur.

Ne doit pas être confondu avec la province de l'Équateur en République démocratique du Congo
L'Équateur est divisé en 24 provinces (provincias), subdivisées en cantons (cantones), eux-mêmes subdivisés en paroisses (parroquias). Chacun de ces trois niveaux de la hiérarchie administrative et territoriale dispose de son gouvernement autonome décentralisé. Bien que la Constitution équatorienne de 2008 prévoie la possibilité d’un découpage politico-administratif dont le niveau supérieur serait la région, comme regroupement de plusieurs provinces, dans la réalité la notion de région n’est utilisée qu’au sens géographique du terme, pour désigner d'est en ouest l'Amazonie (Oriente), les Andes (Sierra), la côte Pacifique et les îles Galápagos. En 2016, le premier niveau de l’administration du pays est donc la province.
Ces provinces sont représentées par un gouverneur, représentant du président de la République et nommé par celui-ci, et par un conseil provincial présidé par un préfet, élu par le peuple.
Les provinces sont autonomes par rapport au gouvernement central, sur le plan politique, administratif et financier. Le gouvernement provincial autonome réside dans la capitale de la province.

La province de Galápagos bénéficie d’un régime spécial en raison de ses particularités géographiques et de conservation environnementale, elle est donc la seule province à ne pas élire de préfet. Le gouverneur assumant l'ensemble des fonctions.
Pour les provinces d'Amazonie, la Constitution prévoit également une législation spéciale qui garantisse la protection des populations locales indigènes et des écosystèmes.
El Piedrero, une zone marginale de 300 km2 pour 6 300 habitants,  reste encore « non délimitée », faisant l’objet de revendications de la part des provinces de Guayas et de Cañar.

## Liste des provinces de l’Équateur[3]
|  | Province                       | Population (2010) | Superficie (km2) | Densité (Hab./km2) | Date Fondation   |  | Chef-lieu                 | Population Chef-lieu |
|  | ------------------------------ | ----------------- | ---------------- | ------------------ | ---------------- |  | ------------------------- | -------------------- |
|  | Azuay                          | 712 127           | 8 639            | 82,43              | 25 juin 1824     |  | Cuenca                    | 329 928              |
|  | Bolívar                        | 183 641           | 3 254            | 56,43              | 23 avril 1884    |  | Guaranda                  | 23 874               |
|  | Cañar                          | 225 184           | 3 908            | 57,62              | 3 novembre 1880  |  | Azogues                   | 33 848               |
|  | Carchi                         | 164 524           | 3 699            | 44,47              | 19 novembre 1880 |  | Tulcán                    | 53 558               |
|  | Chimborazo                     | 458 581           | 5 287            | 86,73              | 25 juin 1824     |  | Riobamba                  | 146 324              |
|  | Cotopaxi                       | 409 205           | 6 569            | 62,29              | 1 avril 1851     |  | Latacunga                 | 63 842               |
|  | El Oro                         | 600 659           | 5 988            | 100,31             | 29 novembre 1882 |  | Machala                   | 231 260              |
|  | Esmeraldas                     | 491 168           | 14 893           | 32                 | 20 novembre 1847 |  | Esmeraldas                | 154 035              |
|  | Galápagos                      | 25 124            | 8 010            | 3,13               | 18 février 1973  |  | Port-Baquerizo-Moreno     | 6 672                |
|  | Guayas                         | 3 645 483         | 17 139           | 212,70             | 25 juin 1824     |  | Guayaquil                 | 2 278 691            |
|  | Imbabura                       | 398 244           | 4 599            | 86,59              | 25 juin 1824     |  | Ibarra                    | 131 856              |
|  | Loja                           | 453 966           | 11 027           | 40,71              | 25 juin 1824     |  | Loja                      | 170 280              |
|  | Los Ríos                       | 778 115           | 6 254            | 124,41             | 6 octobre 1860   |  | Babahoyo                  | 90 191               |
|  | Manabí                         | 1 369 780         | 18 400           | 74,44              | 25 juin 1824     |  | Portoviejo                | 206 682              |
|  | Morona-Santiago                | 147 940           | 25 690           | 5,75               | 5 novembre 1952  |  | Macas                     | 18 984               |
|  | Napo                           | 103 697           | 13 271           | 7,81               | 22 octobre 1959  |  | Tena                      | 23 307               |
|  | Orellana                       | 136 396           | 20 773           | 6,57               | 30 juillet 1998  |  | Port-Francisco-d'Orellana | 40 730               |
|  | Pastaza                        | 83 933            | 29 520           | 2,84               | 22 octobre 1959  |  | Puyo                      | 33 557               |
|  | Pichincha                      | 2 576 287         | 9 612            | 271,35             | 25 juin 1824     |  | Quito                     | 1 607 734            |
|  | Santa Elena                    | 308 693           | 3 763            | 82,03              | 7 novembre 2007  |  | Santa Elena               | 39 681               |
|  | Santo Domingo de los Tsáchilas | 410 937           | 4 180            | 98                 | 6 novembre 2007  |  | Saint-Domingue            | 270 875              |
|  | Sucumbíos                      | 176 472           | 18 612           | 9,48               | 13 février 1989  |  | Nueva Loja                | 48 562               |
|  | Tungurahua                     | 504 583           | 3 334            | 151,34             | 3 juillet 1860   |  | Ambato                    | 165 185              |
|  | Zamora-Chinchipe               | 91 376            | 10 556           | 8,65               | 10 novembre 1953 |  | Zamora                    | 12 386               |